# Tekle Ghebrelul
Tekle Ghebrelul (* 2. Januar 1969 in Agordat, Kaiserreich Abessinien) ist ein grönländischer Fußballtrainer eritreischer Herkunft.

## Leben
Tekle Ghebrelul wurde 1969 im heutigen Eritrea in Ostafrika geboren. Sein Vater verließ seine sehr junge Mutter nach der Geburt und als diese einen anderen Mann kennenlernte, wollte dieser nichts mit dem Kind zu tun haben. Er wuchs deswegen bei seiner christlichen Tante in Agordat auf, die anschließend einen Muslim heiratete. Er wuchs mitten im Eritreischen Unabhängigkeitskrieg auf und war mit zehn Jahren als Kindersoldat tätig. Als er nach eigener Angabe 14 Jahre alt war, kam er mithilfe von Amnesty International elternlos nach Dänemark. Nach seiner Flucht war sein Alter und Geburtsdatum unbekannt und wurde auf 15 Jahre geschätzt. Bei seiner Einbürgerung 1988 wurde sein Einwanderungsjahr mit 1981 angegeben. Dennoch ist als Geburtsdatum heute offiziell der 2. Januar 1969 eingetragen.
Nach seiner Ankunft in Dänemark begann er Fußball zu spielen. Er trainierte bei Kjøbenhavns Boldklub. Anfangs wohnte er in einem Flüchtlingsheim und später in einer eigenen Wohnung. Mit 19 Jahren wurde er Vater und alleinerziehend, da die Mutter das Kind nicht haben wollte. Er arbeitete später als Dolmetscher und Lehrer. An der Schule traf er eine andere Frau, mit der er zwei weitere Kinder bekam, und zog 1994 mit seiner Familie nach Grönland. Sie lebten zuerst in Qasigiannguit, wo er als Lehrer arbeitete, und zogen nach einem Jahr nach Upernavik. Neben dem Job als Rektor, baute er eine Bibliothek auf, engagierte sich sozial und arbeitete für den Fußball in Upernavik, wo es mit K'ingmeĸ-45 Upernavik und UB-83 Upernavik zwei Vereine gibt. Seine Ehe wurde später geschieden.
2009 wurde Tekle Ghebrelul Trainer von B-67 Nuuk. Er wurde mit dem Verein fast jährlich grönländischer Meister. 2013 wurde er bei den Sportpreisen der Kommuneqarfik Sermersooq als Trainer des Jahres ausgezeichnet. Er wurde 2013 als Nachfolger von Tønnes Berthelsen Nationaltrainer der grönländischen Fußballnationalmannschaft und war nebenbei Trainer der Futsalauswahl des Landes. Er popularisierte den Fußball in Grönland und setzte sich aktiv für die Aufnahme Grönlands in die FIFA ein, die bisher jedoch verwehrt wurde. Weiterhin feierte die Mannschaft größere Erfolge, die durch eine Silbermedaille bei den Island Games 2017 gekrönt wurde.
Ghebrelul wurde aufgrund seiner Herkunft in Grönland immer mehr zum Opfer von Rassismus, sodass er Ende Juli 2017 ein Gespräch mit dem grönländischen Fußballverband suchte. Am 27. Juli wurde Ghebrelul entlassen, was offiziell damit begründet wurde, dass die Konflikte um seine Person gelöst werden. Daraufhin traten der Verbandspräsident John Thorsen sowie Ghebreluls Co-Trainer René Olsen aufgrund ethischer Meinungsdifferenzen zurück; weiterhin drohten mehrere Nationalspieler ohne Ghebreluls Betreuung nicht weiter auflaufen zu wollen.
Nach seiner Entlassung zog Tekle Ghebrelul nach Schweden. Im Juni 2018 wurde er als Trainer der Damenfutsalmannschaft von Örebro SK verpflichtet. Seit Februar 2019 ist er auch Trainer des FK Bosna 92 Örebro.
Von August 2019 bis Februar 2020 war er zusätzlich auch wieder Cotrainer der grönländischen Futsalnationalmannschaft.
Tekle Ghebrelul ließ sich bei der Parlamentswahl in Grönland 2018 für die Inuit Ataqatigiit aufstellen und erhielt acht Stimmen.